# 5349 Paulharris
Az 5349 Paulharris (ideiglenes jelöléssel 1988 RA) egy marsközeli kisbolygó. Eleanor F. Helin fedezte fel 1988. szeptember 7-én.